# Искаков, Мурат Салимович
Мура́т Сали́мович Иска́ков (род. 28 июня 1972, Нальчик, СССР) — российский футболист, защитник, тренер.

## Карьера

### Клубная
Карьеру начал в клубе «Автозапчасть» в 1993 году. В 1994 году подписал контракт с армавирским «Торпедо». В 1998 году перешёл в нальчикский «Спартак». В 2002 году перебрался в Казахстан, где защищал цвета «Елимая», «Кайсара», «Семея», «Экибастузца» и «Жетысу». Завершил карьеру в 2007 году. В элитном дивизионе Казахстана провёл 79 матчей, забил 4 мяча.

### Тренерская
В 2010 году был главным тренером молодёжного состава клуба «Спартак-Нальчик». С 12 января 2011 года был помощником Юрия Красножана в московском «Локомотиве», затем работал с ним в «Анжи», «Кубани» и сборной Казахстана. С 14 сентября 2016 года — тренер «Тамбова». С 24 мая 2018 года — главный тренер команды. Однако, из-за отсутствия лицензии PRO, юридически с 11 июля числился старшим тренером. В 2018 году был назначен главным тренером сборной ФНЛ на матч против команды итальянской Серии Б, но матч не состоялся. С начала 2019 года был официально назначен главным тренером. С июня 2019 — главный тренер курского «Авангарда». 21 августа 2019 года контракт был расторгнут по обоюдному согласию сторон. В феврале 2020 года вошёл в тренерский штаб футбольного клуба Сочи. В 2022—2024 годах был тренером ЦСКА.

## Достижения
- Серебряный призёр Первой лиги: 2005